# سکژشوو (استان لهستان کوچک‌تر)
سکژشوو (به لهستانی:  Skrzyszów) یک روستا در لهستان است که در گمینا سکژشوو واقع شده‌است. سکژشوو ۳٬۳۰۰ نفر جمعیت دارد.